# Rabbit Hole (película)
Rabbit Hole es una película dramática protagonizada por Nicole Kidman, Aaron Eckhart y Dianne Wiest, y dirigida por John Cameron Mitchell. La cinta es una adaptación de la obra teatral homónima del dramaturgo David Lindsay-Abaire, de 2005.
Kidman produjo el proyecto a través de su compañía Blossom Film. La película se estrenó en 2010 en el Festival Internacional de Toronto en septiembre.

## Sinopsis
Es la historia de Becca y Howie Corbett, un matrimonio que lo tiene todo, hasta que su mundo perfecto se viene abajo con un accidente de coche que acaba con la vida de su hijo Danny; Becca no soporta seguir como hasta entonces y busca la ayuda de su madre, mientras Howie encuentra consuelo en otra mujer.

## Reparto
- Nicole Kidman como Becca Corbett.
- Aaron Eckhart como Howie Corbett.
- Dianne Wiest como Nat, la mamá de Becca y la abuela de Danny.
- Tammy Blanchard como Izzy, hermana de Becca.
- Miles Teller como Jason, el conductor.
- Sandra Oh como Gabby.
- Patricia Kalember como Peg.
- Mike Doyle como Craig.
- Jon Tenney como Rick.
- Stephen Mailer como Kevin.
- Giancarlo Esposito como Auggie.
- Phoenix List como Danny Corbett.
- Sara Jane Blazo como la mama de Jason.
- Ursula Parker como Lilly.

## Producción
El proyecto fue filmado en Douglaston, barrio de Queens, New York. La producción fue de $ 4.2 millones de dólares.
Anton Sanko compuso la banda sonora, tras haberse anunciado previamente que se encargarían de ella primero Owen Pallet y luego Abel Korzeniowski.

## Lanzamiento
La película se estrenó en el Mill Valley Film Festival el 16 de octubre de 2010 y en el Festival Internacional de Toronto

## Premios

### Premios Oscar
| Año  | Categoría    | Receptor      | Resultado |
| ---- | ------------ | ------------- | --------- |
| 2011 | Mejor Actriz | Nicole Kidman | Candidata |

### Premios Globo de Oro
| Año  | Categoría    | Receptor      | Resultado |
| ---- | ------------ | ------------- | --------- |
| 2011 | Mejor Actriz | Nicole Kidman | Candidata |

### Cinema Vanguard Awards
| Año  | Categoría    | Película    | Resultado |
| ---- | ------------ | ----------- | --------- |
| 2011 | Mejor actriz | Rabbit Hole | Ganadora  |

### Premios del Sindicato de Actores
| Año  | Categoría    | Película    | Resultado |
| ---- | ------------ | ----------- | --------- |
| 2011 | Mejor actriz | Rabbit Hole | Candidata |

### Satellite Awards[4]
| Año  | Categoría    | Película    | Resultado |
| ---- | ------------ | ----------- | --------- |
| 2011 | Mejor Actriz | Rabbit Hole | Nominada  |

### Houston Film Critics Society Award
| Año  | Categoría    | Película    | Resultado |
| ---- | ------------ | ----------- | --------- |
| 2011 | Mejor actriz | Rabbit Hole | Nominada  |

### Detroit Film Critics Society Award
| Año  | Categoría    | Película    | Resultado |
| ---- | ------------ | ----------- | --------- |
| 2011 | Mejor actriz | Rabbit Hole | Nominada  |

### Dallas-Fort Worth Film Critics Association Award
| Año  | Categoría    | Película    | Resultado |
| ---- | ------------ | ----------- | --------- |
| 2011 | Mejor actriz | Rabbit Hole | Nominada  |

### WashingtonD.C. Area Film Critics Association Award
| Año  | Categoría    | Película    | Resultado |
| ---- | ------------ | ----------- | --------- |
| 2011 | Mejor actriz | Rabbit Hole | Nominada  |

### Online Film Critics Society Award
| Año  | Categoría    | Película    | Resultado |
| ---- | ------------ | ----------- | --------- |
| 2011 | Mejor actriz | Rabbit Hole | Nominada  |

### Independent Spirit Award
| Año  | Categoría    | Película    | Resultado |
| ---- | ------------ | ----------- | --------- |
| 2011 | Mejor actriz | Rabbit Hole | Nominada  |